# La Sanction
Pour plus de détails, voir Fiche technique et Distribution.
La Sanction (The Eiger Sanction) est un film américain réalisé par Clint Eastwood et sorti en 1975. Il s'agit d'une adaptation du roman du même nom de Trevanian (nom de plume de Rodney William Whitaker), publié en 1972.

## Synopsis

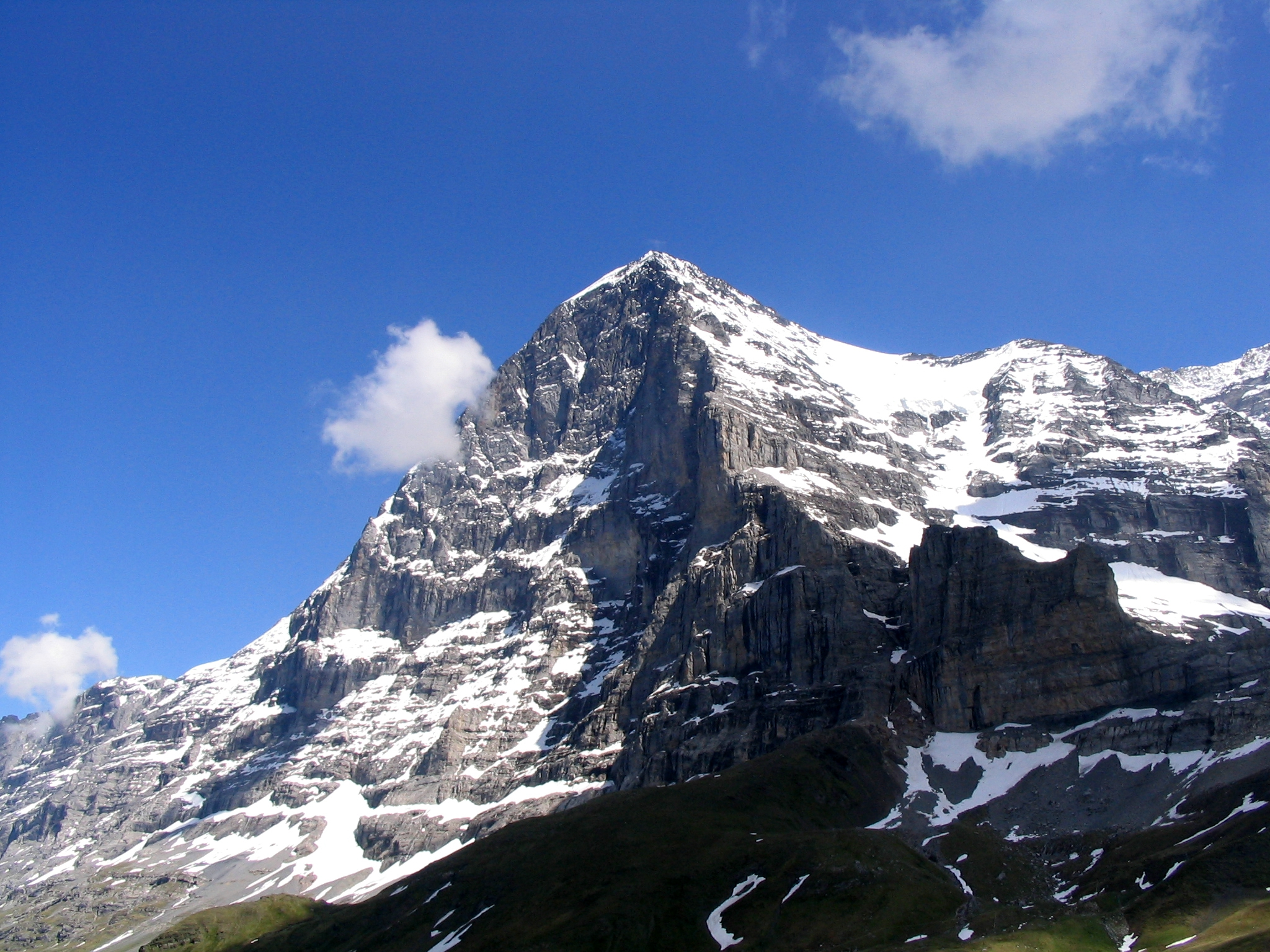
Face Nord de l'Eiger

Ancien agent du gouvernement, Jonathan Hemlock est aujourd'hui professeur d'art. Collectionneur de tableaux, il a financé ce « hobby » par des « contrats » comme tueur à gages pour le compte d'un obscur cabinet dirigé par un albinos hypocondriaque nommé « Dragon ».
Alors qu'il était retiré des affaires, il est contacté par Pope, un émissaire de celui-ci, pour mener à bien une nouvelle mission. Il s'agit de liquider deux hommes qui ont tué un agent de l'organisation. Contraint et forcé, il accepte mais pour un seul contrat, qu'il parvient à mener à bien.
Mais, aussitôt après, Dragon le presse d'éliminer aussi le second tueur. S'il accepte, il recevra un tableau de Pissarro qu'il convoite depuis des années. S'il refuse, il sera dénoncé à l'administration fiscale et il sera alors bien en peine de justifier comment il a pu se constituer sa collection de tableaux. Pour achever de le convaincre, Dragon révèle à Jonathan que l'homme assassiné par les deux tueurs était un de ses meilleurs compagnons d'armes, ce qui décide Jonathan à accepter.
Il doit alors découvrir sa cible, un mystérieux tueur dont la seule caractéristique est qu'il lui arrive de boiter, au sein d'une équipe d'alpinistes chevronnés qui projette d'escalader l'Eiger par la face nord, la plus redoutable, en Suisse.
Jonathan commence par aller s'entraîner sur des pitons rocheux au sein de la Monument Valley, et notamment le Totem Pole, sous la houlette de Ben Bowman, un vieil ami des services secrets, reconverti dans l'encadrement de touristes accros à l'escalade. Au cours de sa préparation, il va faire une rencontre agréable, avec Jemima Brown, mais aussi se heurter à Miles Meillough, une canaille à l'encontre de laquelle il va devoir employer la manière forte.
Arrivé sur place en Suisse, l'opération se révèle extrêmement périlleuse. En effet, non seulement la voie choisie est la plus dangereuse, mais la météo s'en mêle...

## Fiche technique
Sauf indication contraire, les informations mentionnées dans cette section peuvent être confirmées par la base de données cinématographiques IMDb,  présente dans la section « Liens externes ».
- Titre français : La Sanction
- Titre original : The Eiger Sanction
- Réalisation : Clint Eastwood, assisté de James Fargo
- Scénario : Hal Dresner, Warren Murphy et Rod Whitaker, d'après le roman La Sanction (The Eiger Sanction) de Rodney William Whitaker
- Musique : John Williams
- Directeur de la photographie : Frank Stanley
- Montage : Ferris Webster
- Production : Robert Daley, David Brown et Richard D. Zanuck
- Société de production : The Malpaso Company
- Distribution : Universal Pictures (États-Unis), Cinema International Corporation (France)
- Pays de production :  États-Unis
- Langues originales : anglais, allemand
- Genre : action, aventures
- Durée : 99 minutes (version originale sortie au cinéma), 129 minutes (version sortie en VHS, DVD, Blu-ray)
- Dates de sortie[2] :
  - États-Unis : 21 mai 1975
  - France : 16 juillet 1975
- Affiche : Jean Mascii (France)

## Distribution
- Clint Eastwood (VF : Jean Lagache) : Pr Jonathan Hemlock
- George Kennedy (VF : André Valmy) : Ben Bowman
- Vonetta McGee : Jemima Brown
- Jack Cassidy (VF : Philippe Mareuil) : Miles Mellough
- Heidi Brühl (VF : Évelyn Séléna) : Anna Montaigne
- Brenda Venus : George (rôle muet)
- Thayer David (VF : Jacques Dynam) : Dragon
- Reiner Schöne (VF : Daniel Gall) : Karl Freytag
- Michael Grimm (VF : Sady Rebbot) : Anderl Meyer
- Jean-Pierre Bernard (VF : lui-même) : Jean-Paul Montaigne
- Gregory Walcott (VF : Claude Bertrand) : Pope
- Candice Rialson (VF : Francine Lainé) : l'étudiante en art
- Elaine Shore : Miss Cerbère

## Production

### Genèse, développement et attribution des rôles

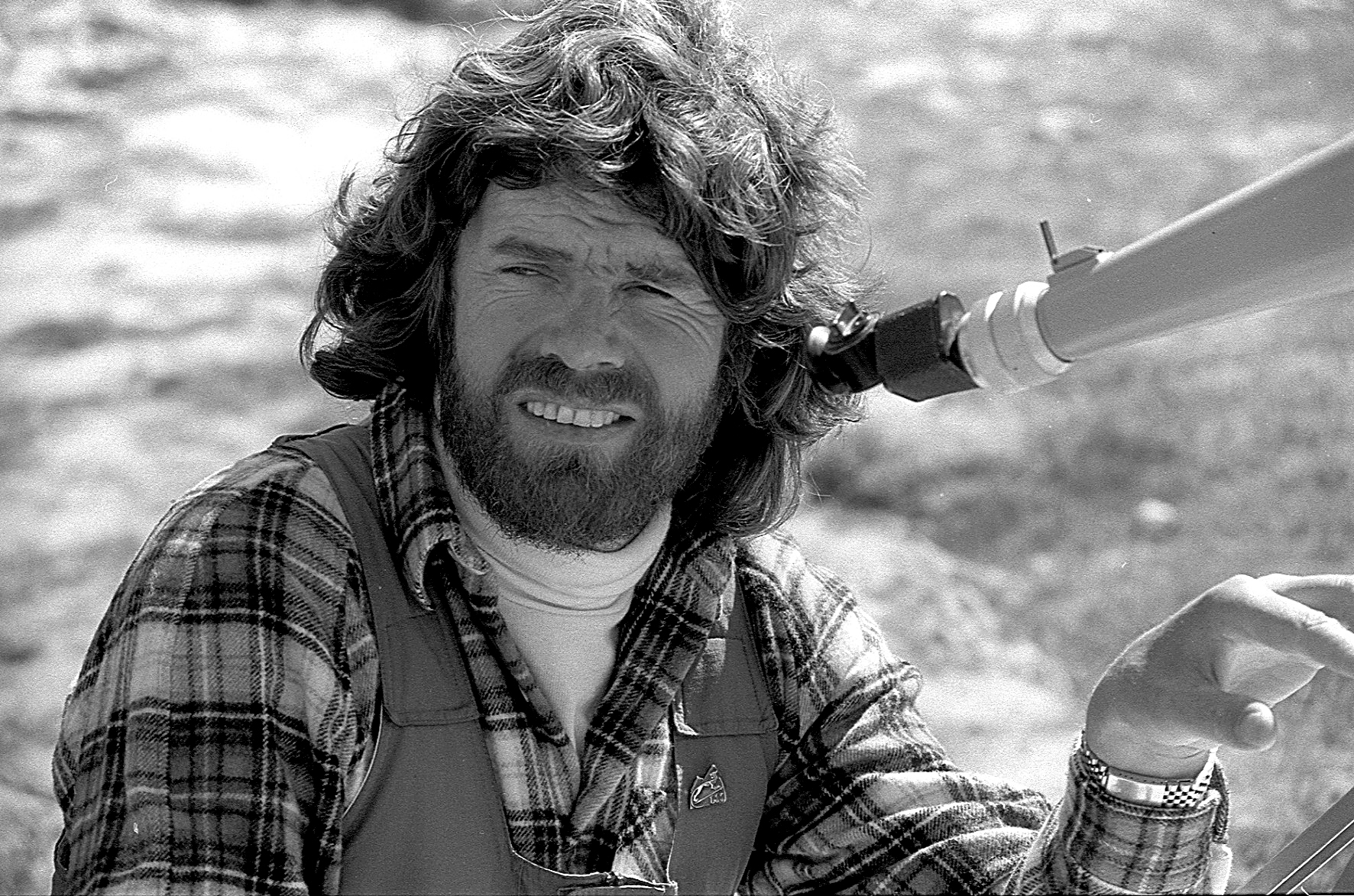
L'alpiniste italien Reinhold Messner a officié comme conseiller technique

N'ayant alors réalisé aucun film d'action, Clint Eastwood hésite un temps, assez effrayé par les nombreuses cascades nécessaires. Il propose donc la réalisation à son ami et mentor Don Siegel. Après un long échange avec ce dernier, il décide finalement de réaliser lui-même le film.
Le rôle principal est initialement prévu pour Paul Newman, mais celui-ci n'était pas intéressé par le projet, qu’il aurait notamment jugé trop violent. Universal Studio propose alors le film à Clint Eastwood, qui accepte. Non satisfait des liens existant entre les personnages du roman et leur motivations, Clint Eastwood fait réécrire le scénario par le romancier Warren B. Murphy.
Clint Eastwood retrouve ici George Kennedy, avec lequel il a joué dans Le Canardeur (1974) sous la direction de Michael Cimino.

### Tournage
Le tournage débute le 12 août 1974 à Grindelwald en Suisse, avec de nombreux conseillers internationaux en alpinisme et escalade. Clint Eastwood décide d’exécuter toutes ses cascades et scènes d’escalade malgré la réticence du directeur de l’école de montagne Dougal Haston. Le tournage est très vite endeuillé par la mort de l'alpiniste écossais David Knowles, âgé de 26 ans, tué par une chute de rochers après seulement deux jours de tournage. Clint Eastwood sera très marqué et songera un temps à abandonner le film. Les autres alpinistes présents le convaincront finalement de continuer.
Le film met en scène le train de la Jungfrau, avec sa galerie sommitale et la gare Kleine Scheidegg où se situe l'hôtel Bellevue des Alpes qui sert de point de départ à l'expédition.
Après cinq semaines sur l'Eiger, l'équipe se rend à Zurich notamment pour les scènes d'ouverture. Des scènes sont tournées aux abords de la Grossmünster, de la Limmat, du Café Bauschänzli, etc.. Le reste du tournage se déroule aux États-Unis. Le tournage américain débute dans divers lieux du parc national de Zion dans l'Utah (Zion-Mount Carmel Highway, Zion Lodge, Checkerboard Mesa, The Narrows, la rivière Virgin…). D'autres scènes sont tournées dans la Monument Valley, à cheval entre l'Utah et l'Arizona, notamment le Goulding's Lodge et au Totem Pole pour la scène d'escalade. Le tournage s'achèvera en Californie : à Los Angeles, Monterey, Carmel-by-the-Sea ou encore dans les studios Universal d'Universal City.

## Bande originale
Albums de John Williams
La Tour infernale
(1974) Les Dents de la mer
(1975)
Clint Eastwood collabore pour la seule fois de sa carrière avec John Williams, choisi par le studio et les producteurs juste après l'immense succès des Dents de la mer. Connaissant l'amour de Clint Eastwood pour le jazz, John Williams, ayant fait ses débuts en tant que pianiste de jazz, en incorpore des éléments dans sa musique, tout en la mariant avec son style symphonique caractéristique.
L'album de la bande originale sort en 1975 chez MCA Records, avant d'être réédité par Varèse Sarabande en 2001.
Liste des titres
1. Main Title – 2:24
2. Theme from The Eiger Sanction – 2:53
3. Fifty Miles of Desert – 2:50
4. The Icy Ascent – 3:41
5. Friends And Enemies – 3:01
6. The Top of the World – 3:05
7. Theme from The Eiger Sanction – 2:09
8. Training With George – 2:13
9. Theme from The Eiger Sanction – 2:07
10. George Sets The Pace – 2:39
11. The Microfilm Killing – 2:04
12. Up The Drainpipe – 3:18
13. The Eiger – 2:14

En 2021, le label Intrada sort un double album regroupant l'intégrale de la musique telle qu'entendue dans le film et l'album original remasterisé.
Liste des titres
| CD 1 FILM SCORE RECORDING (PREMIERE RELEASE) 01. Main Title (From The Motion Picture The Eiger Sanction) (3:23) 02. The Microfilm Killing (Film Version) (1:47) 03. To The Dragon (1:30) 04. Felicity (3:03) 05. Up The Drainpipe (Film Version) (3:38) 06. Love Scene (4:05) 07. Art Masterpieces (1:38) 08. Hemlock And Jemima (3:18) 09. The Unlocked Safe (2:17) 10. Friends And Enemies (Film Version) (3:23) 11. Montage – Running With George (4:48) 12. The Top Of The World (Film Version) (3:37) 13. George Reveals Herself (1:17) 14. The Car Chase (Fifty Miles Of Desert) (3:21) 15. Hemlock’s Bonus (2:10) 16. The Eiger (Film Version) (1:53) 17. Hotel Bellevue (3:00) 18. Anna On The Stairs (1:44) 19. Leading The Climb (2:46) 20. The First Sunset (1:37) 21. Sunrise (0:44) 22. Falling And Swinging (4:42) 23. The Icy Ascent (Film Version) (4:13) 24. Down The Ice Face (2:15) 25. Freytag Onto Ice (2:24) 26. Hanging By A Thread (3:47) 27. End Title (From The Motion Picture The Eiger Sanction) (2:16) Total Disc Time: 75:16 | CD 2 REMASTERED ORIGINAL SOUNDTRACK RECORDING 01. The Eiger Sanction (Main Title) (2:46) 02. Theme From The Eiger Sanction (Flugelhorn Version) (2:57) 03. Fifty Miles Of Desert (2:54) 04. The Icy Ascent (3:44) 05. Friends And Enemies (3:03) 06. The Top Of The World (3:09) 07. Theme From The Eiger Sanction (2:12) 08. Training With George (2:15) 09. Theme From The Eiger Sanction (Hemlock And Jemima) (2:10) 10. George Sets The Pace (2:42) 11. The Microfilm Killing (2:08) 12. Up The Drainpipe (3:21) 13. The Eiger (2:17) Total Original Soundtrack Album: 36:00 SOURCE MUSIC 14. Dinner With Gem (2:05) 15. Never Quaver (2:26) 16. Leave Me Alone (3:05) Total Source Music: 7:53) THE EXTRAS 17. Theme From The Eiger Sanction (Love Scene) (2:20) 18. Hemlock Leads The Climb (3:08) 19. Theme From The Eiger Sanction (Reprise) (3:10) Total Extras: 8:48 Total Disc Time: 52:44 Two-Disc Total Time: 128:00 |

## Accueil

### Critique
Le film reçoit des critiques partagées à sa sortie. Sur l'agrégateur américain Rotten Tomatoes, il récolte 69 % d'opinions favorables pour 16 critiques et une note moyenne de 6,38⁄10. Sur Metacritic, il obtient une note moyenne de 61⁄100 pour 5 critiques.

### Box-office
Le film rapporte 14 200 000 $ de recettes au box-office américain, pour un coût de production de 9 millions $. Eastwood se montrera déçu du résultat commercial du film, pour lequel il misait beaucoup dessus, imputant l'échec au box-office à Universal pour la mauvaise promotion pour le long-métrage.
En France, le film passe également inaperçu avec seulement 255 706 entrées en fin d'exploitation.

## Version française
Lors de sa sortie dans les salles françaises, le film fut à l'époque amputé de 30 minutes. Elles ont été réintégrées lors de sa sortie en DVD et Blu-ray, mais n'ont pas été doublées :
- en sortant de l'aéroport, Jemima propose à Jonathan de le ramener en taxi. Ils font davantage connaissance durant le trajet. Le chauffeur les prévient au passage qu'ils devront payer le double du prix de la course ;
- alors qu'ils s'apprêtent à faire l'amour, Jemima dit à Jonathan qu'il a de beaux yeux et lui demande si toutes les femmes le lui disent ;
- après son second rendez-vous avec Dragon, Jonathan retrouve Jemima à son domicile. Celle-ci lui explique que la sanction qu'il doit exécuter est en rapport avec l'acquisition d'une formule de guerre bactériologique qu'a dérobée le camp adverse. Par la suite, Jonathan affirme à Jemima que Dragon a jadis travaillé pour les Nazis pendant la guerre et qu'il est capable de trahir qui que ce soit pour se vendre au plus offrant ;
- la séquence d'entraînement de Jonathan comporte une seconde fois où Ben le réveille par téléphone en lui disant « Debout les cloches ! ». Au cours d'une séance, Jonathan enrage contre la jeune Indienne en disant « Scalpez moi plutôt ! Saleté, si seulement Custer avait pu gagner ! » ;
- tandis que les alpinistes continuent de gravir l'Eiger, Jemima et Pope discutent en observant la montagne. Pope révèle que l'opération est en fait un coup monté. En effet, Wormwood alias Henry Back, le vieil ami de Hemlock, avait été engagé juste pour se faire tuer. Quant à la formule de guerre bactériologique, elle serait bidon. De ce fait, l'opération consiste à éliminer les agents pour éviter que le camp adverse ne découvre la supercherie. Scandalisée, Jemima s'inquiète pour Jonathan et ne prend plus part à la mission.

## Postérité
- Le film inspirera notamment, dans la série Les Simpson, un épisode intitulé L'Abominable Homer des neiges (1998). Pour faire une bonne publicité à une société de compotes de pommes, Homer Simpson accepte d'escalader la plus haute montagne à proximité de Springfield. Il atteint (presque) le sommet et y plante un drapeau à son nom.
- Kyle Eastwood, fils du réalisateur, a repris le thème du film en version jazz pour son album Cinematic (2019).